# Zarifa Ghafari
Zarifa Ghafari (en pastún: ظریفه غفاری‎) (Kabul, 1992) es una defensora, activista, política y empresaria afgana. Cuando tenía 26 años fue nombrada alcaldesa de Maidan Shahr, capital de la provincia de Vardak, Afganistán, convirtiéndose en la más joven de todo el país. Ghafari es considerada como una de las pocas alcaldesas afganas. Es conocida por sus esfuerzos para empoderar a las mujeres en sus derechos en Afganistán.

## Trayectoria
Asistió a la escuela secundaria Halima Khazan en la provincia de Paktiā y realizó sus estudios superiores económicos en la Universidad de Panyab, en India.
Fue nombrada oficialmente alcaldesa de Maidan Shahr en julio de 2018 por el presidente Ashraf Ghani Ahmadzai. Sin embargo, su mandato como alcaldesa de Maiden Shahr tuvo que retrasarse durante un período de nueve meses debido a la intervención de poderosos políticos.
En su primer día como alcaldesa, se enfrentó al acoso de un grupo de hombres en su oficina, que le exigía que renunciara al cargo. También se enfrentó a amenazas de muerte de los talibanes y el Estado Islámico después de asumir sus deberes como alcaldesa. Desde 2018 sufrió varios atentados, aunque siempre salió ilesa. Juró su cargo como alcaldesa del Maidan Shahr en marzo de 2019. En noviembre de 2020, su padre Abdul Wasi Ghafari, un alto cargo del ejército afgano, fue asesinado presuntamente por talibanes que buscaban atentar contra ella.
Después de que los talibanes tomaron el control de la mayor parte de Afganistán a mediados de agosto de 2021, Gafari se negó a huir y declaró que permanecería esperando su destino: “Estoy sentada aquí esperando su llegada. No hay nadie que me ayude a mí y a mi familia. Los talibanes vendrán por gente como yo y los matarán. No puedo dejar a mi familia”.
En agosto de 2021, Ghafari huyó de Afganistán junto a su familia hasta Alemania ante la amenaza de los milicianos talibanes tras la toma de Kabul durante la ofensiva talibana de 2021.

## Reconocimientos
- La BBC incluyó a Ghafari en la lista de las 100 Mujeres más inspiradoras e influyentes de todo el mundo en 2019.[14]
- Gandora del Premio Internacional a las Mujeres de Coraje 2020.[15]